# Eduardo García D'Acuña
Eduardo García D'Acuña (28 de agosto de 1930-14 de febrero de 1990) fue un economista, académico y docente chileno. 
Fue el primer economista chileno en obtener su doctorado en el Massachusetts Institute of Technology (MIT). Realizó importantes contribuciones a las políticas públicas durante los gobiernos de Eduardo Frei Montalva y Salvador Allende G. Comprometido con el cambio social, fue uno de los fundadores del partido Izquierda Cristiana, formado por personas que provenían de la Democracia Cristiana e independientes, que se incorporó a la coalición Unidad Popular del gobierno de Salvador Allende.
Durante la dictadura realizó importantes aportes académicos y programáticos sobre el desarrollo económico futuro de América Latina y al programa de la nueva coalición de la Concertación, que sirvió de base para los sucesivos gobiernos democráticos. 

## Biografía
Hijo de Eduardo García Berríos y Guillermina D’Acuña Agrella, nació en Coquimbo y fue el hermano menor de tres hermanas, Agripina (Pina), Norma y Eliana, también ya fallecidas. Fue nieto de Victorino Da Cunha, quien inmigró desde Portugal en el siglo XIX, adoptando la forma castellanizada D’Acuña para su apellido al llegar a Chile.
Vivió su niñez en la zona norte de Chile, en particular en Mejillones, y luego de radicarse en Santiago se integró a la educación técnico/profesional en el Instituto Superior de Comercio. Luego de terminar su educación secundaria, ingresó a estudiar Economía en la Escuela de Economía de la Universidad de Chile, donde compartió con otros destacados economistas chilenos como Dominique Hachette, Teresa Jeanneret, Carlos Massad, Alfonso Inostroza, Sergio Molina, Osvaldo Sunkel, Carlos Matus, entre otros. Durante sus estudios de Economía en el MIT conoció a su futura esposa, Ximena Silva Morales, con quien contrajo matrimonio en 1968, y con quien tuvo dos hijos, María Paz y Pablo.

## Carrera
En el gobierno del presidente Eduardo Frei Montalva, participó en la creación de la Oficina de Planificación Nacional, originaria del posterior Ministerio de Planificación (MIDEPLAN) y actualmente Ministerio de Desarrollo Social y Familia. Fue subdirector técnico y director de ODEPLAN entre 1964 y 1970 y entre los años 1972 y 1973 fue asesor del Banco Central de Chile. 
En el difícil entorno político y social luego del golpe de Estado en 1973, enfocó su vida profesional en organismos internacionales, particularmente en PREALC, y luego en el ILPES. En éste fue Director de Investigación y Planificación hasta su fallecimiento el 14 de febrero de 1990, solo semanas antes de que asumiera Patricio Aylwin como presidente de la República, marcando el retorno a la democracia en Chile. Durante los años de la dictadura, fue un activo participante en debates económicos y de políticas macroeconómicas.
Tuvo una extensa y fructífera vida académica y docente. Dictó clases en la Universidad de Chile (1962-1980) y en la Universidad Católica (1970 – 1973) y fue el primer Director del Instituto de Economía de la Pontificia Universidad Católica. Allí, razones políticas atentaron contra su opción de ser Decano de la Facultad de Economía y Administración. Dictó también diversos cursos del Programa Regional de Empleo para América Latina (PREALC), el Instituto Latinoamericano de Planificación (ILPES) y el programa de Posgrado de ILADES y fue profesor en los inicios de las Universidades Arcis y de Humanismo Cristiano. 
Formó a múltiples generaciones de estudiantes de economía, con reconocimientos frecuentes de sus alumnos. En los periodos de mayor polarización, que condujo incluso a una división de la facultad de economía de la Universidad de Chile, fue una maestro respetado y profesor en ambas sedes, mostrando su amplitud y capacidad de integración conceptual, en su perspectiva de su pensamiento neo estructuralista, compatible con una política macroeconómica equilibrada. Destacados economistas de generaciones posteriores a él, como Vittorio Corbo y Roberto Zahler, entre otros, han citado la decisiva influencia de Eduardo García D’Acuña en sus carreras profesionales.

## Pensamiento económico
El pensamiento económico de Eduardo García D’Acuña se enmarcó en lo que durante la década de los ochenta se comenzó a conocer como la visión neo-estructuralista del desarrollo económico en Latinoamérica. El neo-estructuralismo evolucionó desde la perspectiva estructuralista nacida en CEPAL e influida por Raúl Prebisch, Celso Furtado, Aníbal Pinto, José Medina Echavarría, Juan Noyola Vázquez y Osvaldo Sunkel, entre otros. 
En este pensamiento, la superación del subdesarrollo en los países latinoamericanos debía sustentarse en la transformación de la estructura productiva y en la generación de una modalidad propia de introducción del progreso técnico, de la mejor distribución de sus frutos y del ingreso, así como de una inserción internacional más favorable de América Latina al sistema económico mundial.
En el contexto del Chile de las décadas de 1950 y 1960, influido por académicos de la Universidad de Chile como Aníbal Pinto, Jorge Ahumada y Flavian Levine, la planificación activa del desarrollo permitiría, según Eduardo García D’Acuña, superar el retraso agrícola, enfrentar la modernización tecnológica, y asegurar adecuados niveles de rentabilidad. Esto, en un contexto de continuar procesos de industrialización, pero deteniendo los niveles excesivos de sustitución de importaciones. 
García D’Acuña vio en el Estado un rol regulador, pero no estatizante, tomando participación central en los aspectos de equidad y distribución que enfrenta la sociedad. Desde el punto de vista instrumental, tomaba la perspectiva de que la aproximación neoclásica es correcta en cuanto a que la elección de políticas específicas debiese estar centrada en las que tuvieran los menores efectos colaterales, y en que el mercado seguía siendo un elemento central en la asignación de recursos.
Eduardo García D’Acuña consideraba que la interpretación meramente marxista de la realidad había quedado obsoleta dado el proceso de renovación socialista que se empezó a vivir en Chile en los ochenta. En particular, señalando que la visión predominante durante la gestión de la Unidad Popular en lo que se refería a la existencia de un excedente preestablecido y que podía ser enajenado fue errada. 
Dado el contexto de transición política hacia la democracia a fines de la década de los ochenta, García D’Acuña consideraba a fines de esa década que la democratización de la sociedad, vía el restablecimiento del Estado de Derecho y la participación social permitiría evitar centralismo estatizante con todas sus dificultades. Anticipaba que, dada la relativa baja base poblacional en Chile, un crecimiento económico basado en inversiones podría, en un par de décadas, generar incrementos en productividad y estándar de vida significativos.
Ya en su tesis de doctorado en el MIT, supervisada por Charles Kindleberger, Eduardo García D’Acuña desarrolló un modelo macroeconométrico que permitía contrastar empíricamente las hipótesis estructuralistas versus monetaristas en la dinámica de la inflación en Chile. Fue este uno de los primeros modelos macroeconómicos para evaluación de presiones inflacionarias elaborado para Chile, que consideraban de manera conjunta presiones de costo y presiones de demanda, así como el equilibrio del sector externo y la situación fiscal.
Su interés por el desarrollo y utilización de modelos macroeconométricos para diseño de políticas lo acompañó por toda su vida profesional. Enfatizó la importancia de modelos macroeconómicos para las proyecciones de corto plazo, la evaluación ex - post de políticas, así como la importancia de que fueran reflejo útil de la realidad. La adecuada incorporación de la heterogeneidad productiva, así como el uso de metodologías econométricas de punta y la correcta gestión de los datos forman parte del uso actual de modelos para la implementación de políticas macroeconómicas. 